# Palha italiana

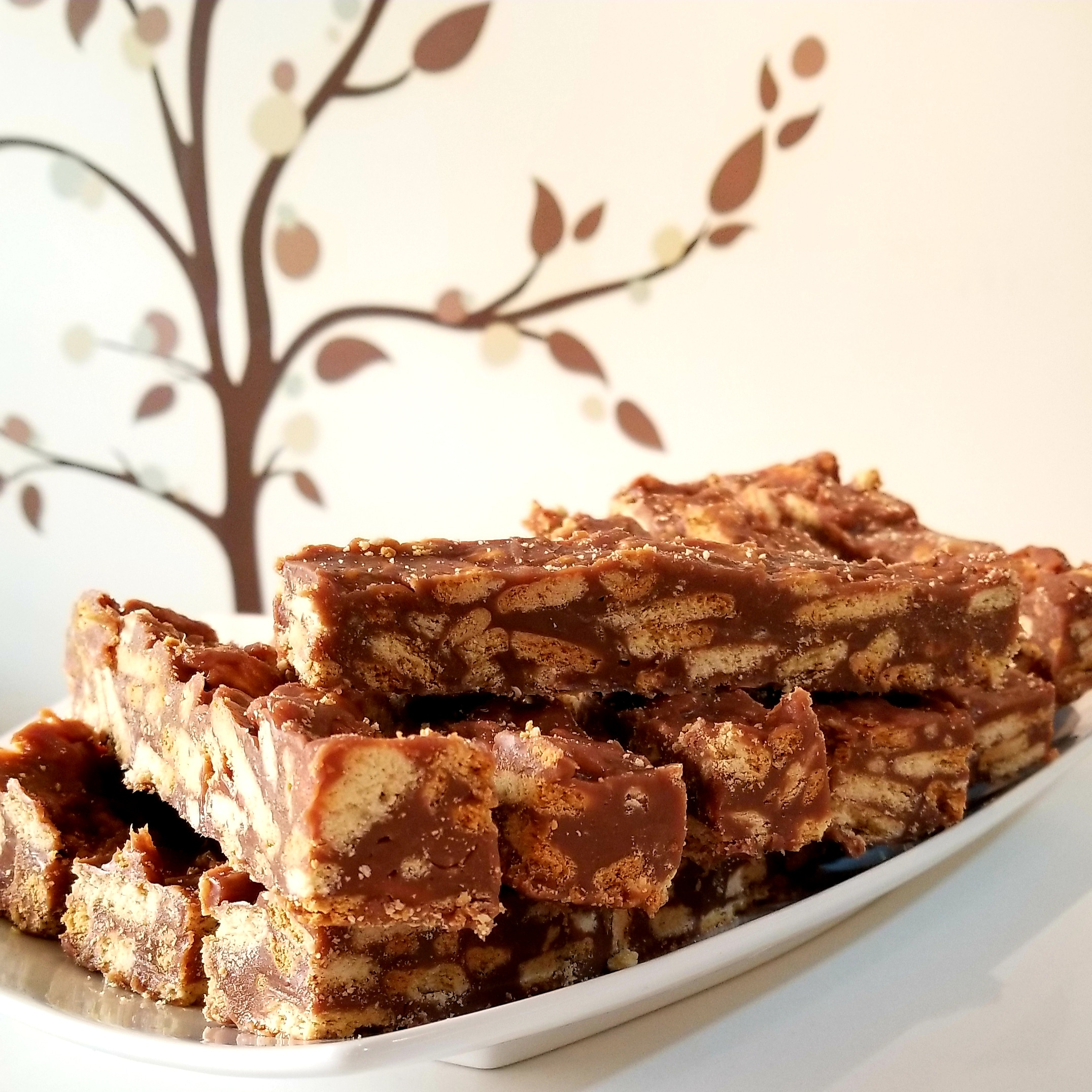
Palha italiana

Palha italiana é um doce feito à base de brigadeiro e biscoito triturado moldados em tabletes. Diferente do que é imaginado, sua origem não é portuguesa nem italiana, mas sim brasileira.  A origem do seu nome está no fato de que é considerada uma versão de um doce tradicional italiano, o salame di cioccolato (salame de chocolate), onde chocolate e pedaços de biscoito são misturados e modelados em formato de salame.

## História
É um doce genuinamente brasileiro e sua provável origem está no sul do país. Assim como o brigadeiro, a palha é feita de leite condensado, manteiga e chocolate. A palha, diferentemente do brigadeiro, sofreu influência da culinária portuguesa e italiana por uma questão histórica, devido aos imigrantes italianos e portugueses que foram para o sul do Brasil quando vieram.
A origem do nome “palha” é o doce salaminho de chocolate, doce português que além do biscoito Maria leva amêndoas sem pele, ou seja, sem palha. No processo de preparação do doce, quando a amêndoa é torrada e friccionada, solta a sua palha, marcando assim o nome do doce que influenciou. Acredita-se também que a parte “italiana” do nome é advinda da comunidade italiana que vive no sul.